# 外层空间条约
《关于各国探测及使用外层空间包括月球与其他天体活动所应遵守原则的条约》，简称《外层空间条约》或《外空条约》，是一项构成国际空间法基础的多边条约。该条约在联合国主持下谈判和起草，于1967年1月27日在美国、英国和苏联开放供签署，并于1967年10月10日生效。截至2025年5月，117个国家是该条约的缔约国，包括所有主要的航天国家，另有22个国家是签署国。

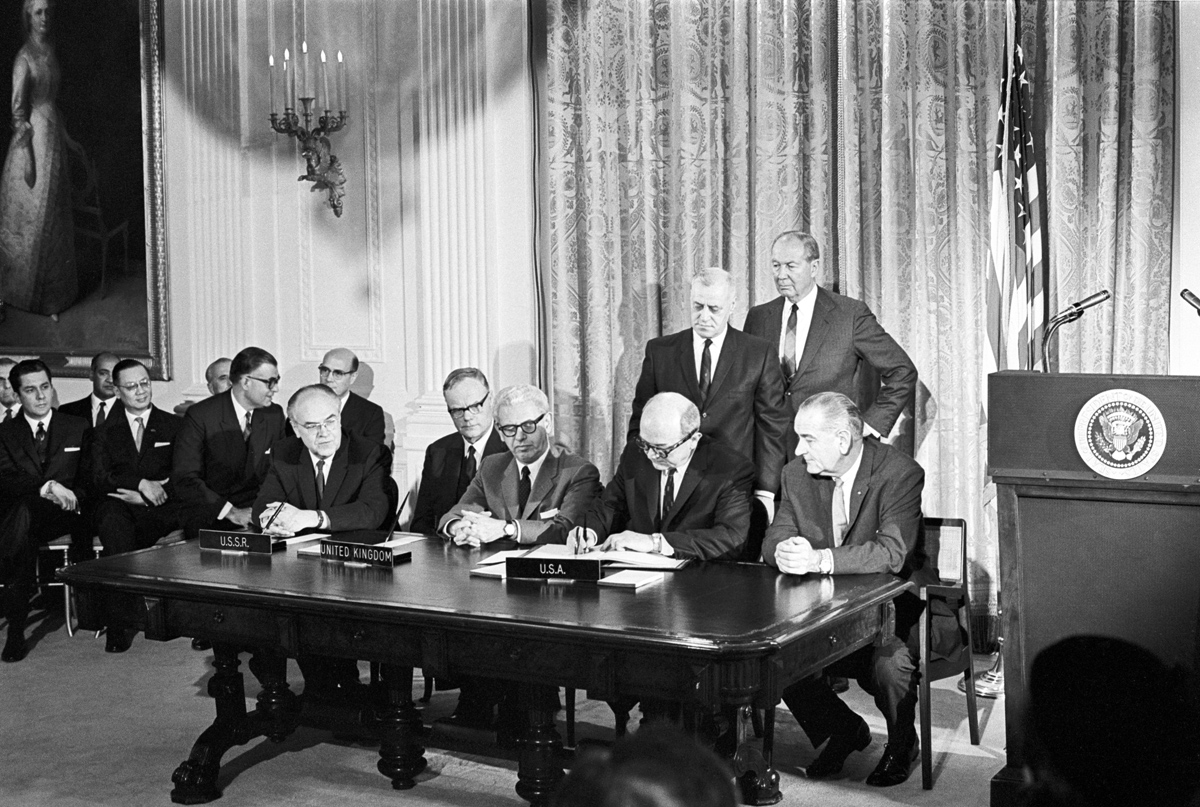
签署《外层空间条约》

《外层空间条约》是在20世纪50年代洲际弹道导弹（ICBM）的发展推动的，洲际弹道导弹可以通过外层空间到达目标。1957年10月，苏联发射了第一颗人造卫星史普尼克1號，随后与美国展开军备竞赛，这加速了禁止将外层空间用于军事目的的提议。1963年10月17日，联合国大会一致通过了一项决议，禁止在外层空间部署大规模杀伤性武器。1966年12月的一次大会上，就关于外层空间军备控制条约的各种提案进行了辩论，最终于次年1月起草并通过了《外层空间条约》。
《外层空间条约》的关键内容包括禁止在太空中使用核武器；月球和所有天体用于和平目的；确立所有国家都应自由探索和使用太空；禁止任何国家对外层空间或任何天体主张主权。尽管该条约禁止在天体上建立军事基地、试验武器和进行军事演习，但条约并没有明确禁止在太空中的所有军事活动，也没有明确禁止建立太空军或在太空部署常规武器。1968年至1984年，《外层空间条约》又加入了四项协议：月球活动规则；航天器造成的损害赔偿责任；坠落宇航员的安全返回；以及航天器的登记。
条约提供了许多实际用途，是20世纪50年代末至80年代中期国际空间法最重要的一环。《外层空间条约》是国家间条约和战略权力谈判“网络”的核心，旨在为核武器安全创造最佳条件。《外层空间条约》还宣布，太空是所有人自由使用和探索的领域，“应是全人类的领域”。《外层空间条约》在很大程度上借鉴了1961年的《南极条约体系》，同样侧重于规范某些活动，防止可能导致冲突的无限制竞争。因此，对于月球和小行星采矿等新开发的太空活动，它基本上是模糊的。《外层空间条约》是第一个也是最基本的空间法法律文书，其促进民用与和平利用空间的更广泛原则继续支撑着国际空间站和阿尔忒弥斯协定等多边空间倡议。

## 条款
《外层空间条约》是太空法的基本法律框架。根据联合国外层空间事务厅（UNOOSA）的说法，该条约的核心原则是：
1. 共同利益的原则：探索和利用外太空应为所有国家谋福利，而无论其经济或科学发展的程度如何；
2. 自由探索和利用原则：各国应在平等的基础上，根据国际法自由地探索和利用外层空间，自由进入天体的一切区域；
3. 不得据为己有原则：不得通过提出主权要求，使用、占领或以其他任何方式把外层空间据为己有；
4. 限制军事化原则：不在绕地球轨道及天体外放置或部署核武器或任何其他大规模毁灭性武器；
5. 援救航天员的原则：在航天员发生意外事故、遇险或紧急降落时，应给予他们一切可能的援助，并将他们迅速安全地交还给发射国；
6. 国家责任原则：各国应对其航天活动承担国际责任，不管这种活动是由政府部门还是由非政府部门进行的；
7. 对空间物体的管辖权和控制权原则：射入外空的空间物体登记国对其在外空的物体仍保持管辖权和控制权；
8. 外空物体登记原则：凡进行航天活动的国家同意在最大可能和实际可行的范围内将活动的状况、地点及结果通知联合国秘书长；
9. 保护空间环境原则：航天活动应避免使外空遭受有害的污染，防止地外物质的引入使地球环境发生不利的变化；
10. 国际合作原则：各国从事外空活动应进行合作互助。

条约禁止缔约国在地球轨道上放置大规模杀伤性武器，或将其安装在月球或任何天体上，或以其它方式部署在外层空间。它明确限制将月球和其它天体用于和平目的，并明确禁止将其用于测试任何类型的武器、进行军事演习或建立军事基地、设施和防御工事（第四条）。然而，该条约并不禁止在轨道上放置常规武器，因此一些极具破坏性的攻击战术，如天基動能武器，仍然是可能允许的。此外，该条约明确允许使用军事人员和资源来支持和平利用太空，这反映了《南极条约》允许的关于该大陆的共同做法。该条约还规定，外层空间的探索应造福于所有国家，所有国家都可以自由探索和使用太空。
该条约第二条明确禁止任何政府通过宣布、使用、占领或“任何方式”“侵占”月球或行星等天体。然而，发射卫星或空间站等空间物体的国家保留对该物体的管辖权和控制权，同时也对其空间物体造成的损害负责。

### 对空间活动的责任
条约第六条涉及国际责任，规定“非政府实体在包括月球和其他天体在内的外层空间的活动应得到本条约有关缔约国的授权和持续监督”，缔约国应对政府或非政府实体开展的国家空间活动承担国际责任。
根据1963年西福特计划的讨论结果，《外层空间条约》第九条纳入了一项协商条款：“本条约缔约国有理由相信另一缔约国计划在包括月球和其他天体在内的外层空间进行的活动或实验可能会对和平探索和利用包括月球和其它天体在内的外空的活动造成有害干扰，可要求就该活动或实验进行协商。”

### 21世纪的适用性
条约主要是一项和平利用外层空间的军备控制条约，对月球资源和小行星采矿等较新的空间活动的规定比较有限和模糊。因此，主要的争论观点是，资源的开采是否属于禁止范围，或者资源的使用是否允许商业用途。
为了寻求更明确的指导方针，美国私营公司游说美国政府，美国政府于2015年出台了《2015年商業航太發射競爭力法》，使太空采矿合法化。卢森堡、日本、中国、印度和俄罗斯等国家，也正在引入类似的国家立法，使其侵占外星资源合法化。此外，美国还牵头制定了一系列被称为《阿耳忒弥斯协定》的双边协议，旨在澄清与《外层空间条约》有关的一些问题，包括空间资源的使用。这引发了一些关于以营利为目的开采天体的法律主张的争议。

### 1976年波哥大宣言
《赤道国家第一次会议宣言》，又称《波哥大宣言》，是为数不多的挑战《外层空间条约》的尝试之一。1976年，八个赤道国家颁布了该法案，以维护对地球静止轨道上位于签署国领土上的部分主权。这些主张没有得到更广泛的国际支持或承认，随后被放弃。

## 对空间法的影响
作为第一个关于外层空间的国际法律文书，《外层空间条约》被认为是空间法的“基石”。这也是联合国在太空领域的第一项重大成就，此前联合国大会于1958年通过了第一项关于太空的决议。次年联合国和平利用外层空间委员会（COPUOS）举行了第一次会议。
在该条约生效后的大约十年内，联合国促成了其他几项条约，以进一步发展太空活动的法律框架：
- 《营救协定》（1968）
- 《外空物体所造成损害之国际责任公约》（1972年）
- 《关于登记射入外层空间物体的公约》（1976年）
- 《月球协定》（1979年）

虽然只有18个国家加入的《月球条约》，但大多数航天国家（能够进行轨道航天飞行的国家）都批准了其它空间法条约。联合国和平利用外层空间委员会在联合国外层空间事务厅的协助下协调这些条约和其它空间管辖问题。

## 簽署國
117國完成批准、加入或是經由國家繼承方式成為本公約的締約國。
21國已簽署但尚未批准該條約。
中華民國於1967年1月27日簽署為本約的原始締約國，1970年7月24日交存其批准書於美國華盛頓。1971年10月25日退出聯合國後，失去該約授予的太空探測權與使用權資格，不能依本約第八條規範加入《關於登記射入外太空物體的公約》以合法登記取得太空物體如衛星等的發射權與管轄權。1979年1月1日對美斷交後，與美國協議承諾繼續遵守該約條款，以透過外國管道合作並代為發射衛星；自1999年以來已發射十餘顆衛星，依聯合國決議被正式登記屬於中華人民共和國名下。

## 未簽署國
- 阿尔巴尼亚
- 安道尔
- 安哥拉
- 不丹
- 柬埔寨
- 刚果共和国
- 多米尼克
- 东帝汶
- 加彭
- 格瑞那達
- 几内亚
- 基里巴斯
- 拉脫維亞
- 利比里亚
- 列支敦斯登
- 马拉维
- 馬爾地夫
- 马绍尔群岛
- 毛里塔尼亚
- 密克羅尼西亞聯邦
- 摩尔多瓦
- 摩納哥
- 蒙特內哥羅
- 莫桑比克
- 纳米比亚
- 瑙鲁
- 北馬其頓
- 帛琉
- 巴勒斯坦
- 圣基茨和尼维斯
- 圣卢西亚
- 萨摩亚
- 聖多美和普林西比
- 塞内加尔
- 塞爾維亞
- 所罗门群岛
- 南蘇丹
- 苏丹
- 苏里南
- 坦桑尼亚
- 辛巴威